# Distretto di Bareilly
Bareilly è un distretto dell'India di 3 598 701 abitanti. Capoluogo del distretto è Bareilly.
Il distretto è diviso in sei divisioni amministrative: Aonla, Baheri, Bareilly city, Faridpur, Mirganj e Nawabganj.